# A Szabó család

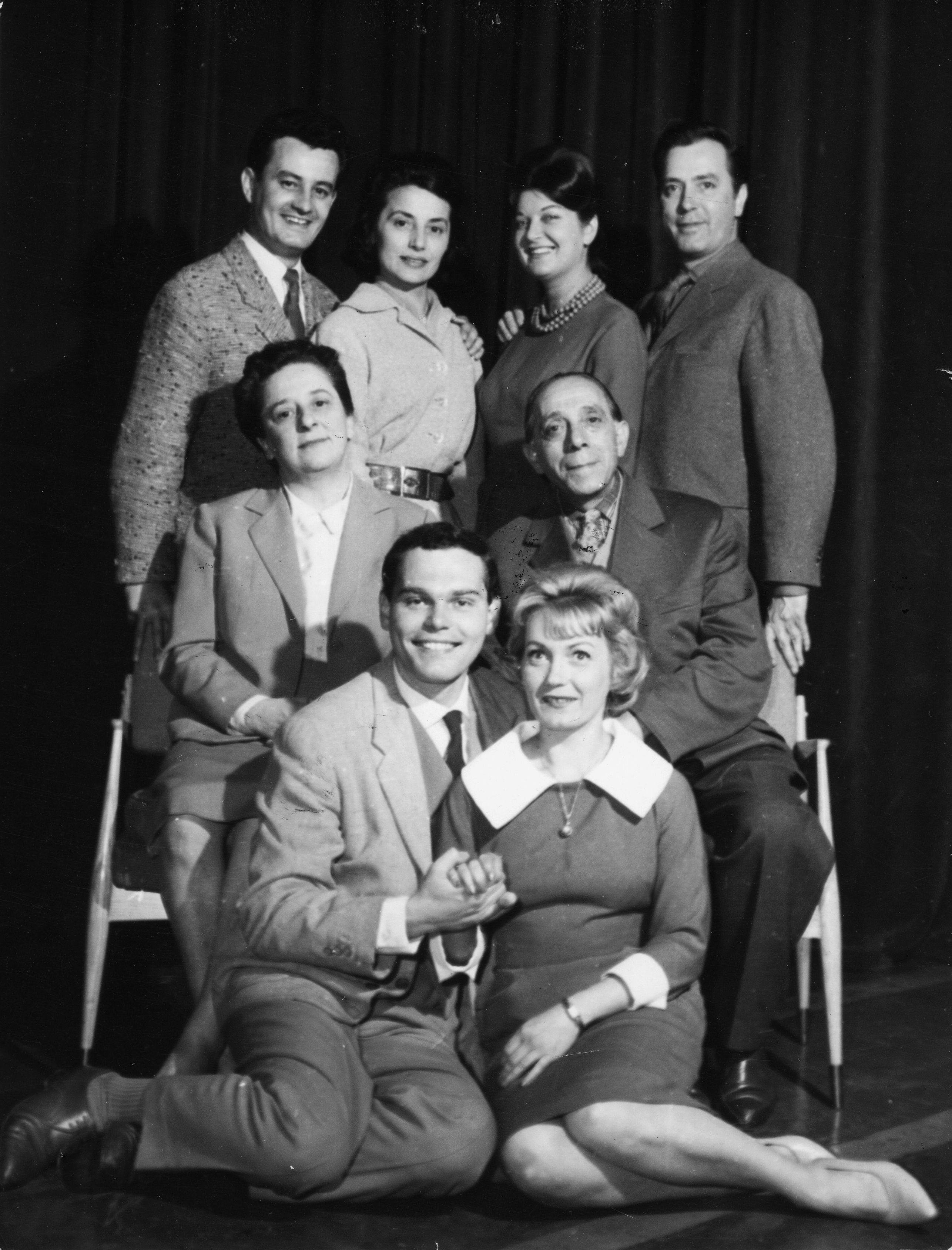
A Szabó család című rádiósorozat főszereplői 1961-ben. Állnak: Garics János, Sütő Irén, Balogh Erzsi, Benkő Gyula, középen Gobbi Hilda és Szabó Ernő, elöl Lőte Attila és Vörösmarty Lili

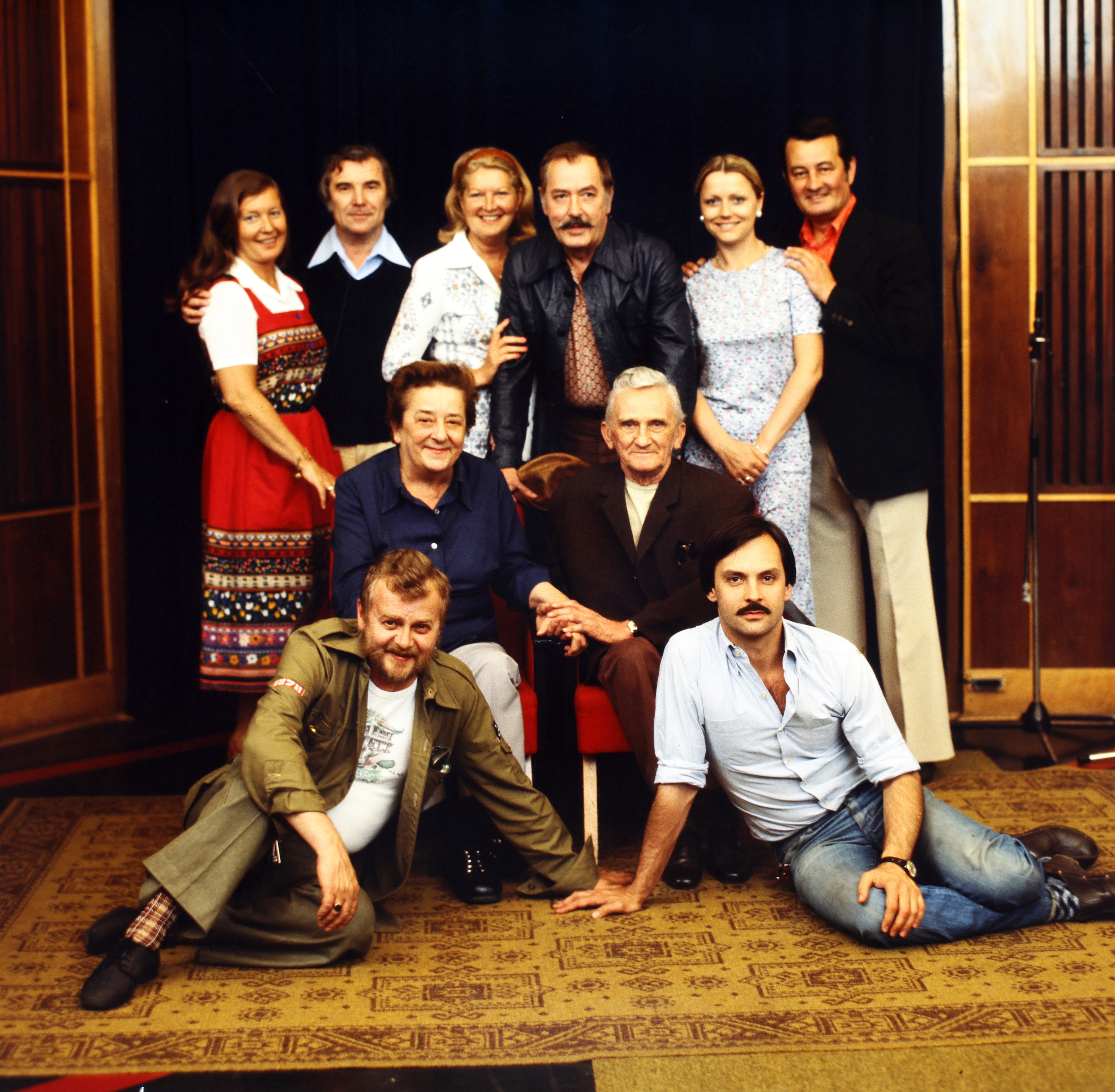
A Szabó család című rádiósorozat főszereplői 1973-ban. Állnak: Mednyánszky Ági, Zenthe Ferenc, Balogh Erzsi, Benkő Gyula, Moór Marianna, Garics János, középen Gobbi Hilda és Rajz János, elöl Petrik József és Benkő Péter

A Szabó család 48 éven át a Magyar Rádióban hallható rádiós hangjáték-sorozat volt. 2500 rész készült, 1959. június 30-tól 2007. május 21-ig a Kossuth és a Petőfi Rádió sugározta.
A legtöbb részt a Rádió 14-es stúdiójában vették fel. A műsor népszerűsége az 1960-as években volt a legnagyobb, később fokozatosan csökkent.
Az új adások kedden voltak hallhatók, ismétlésük csütörtökön.

## A sorozat alkotói
Írók
- Az alapítók: az első adást Liska Dénes a dramaturgia vezetője, a másodikat Baróti Géza írta. A negyedik adásban társult Forgács István.
- Baróti 1993-ban meghalt, Forgács István 39 év után 1996-ban fejezte be az írást. Munkájuk folytatói voltak: Bozó László, Erőss Ágota, Kopányi György.
- 1996-tól az alapító szerző, Liska Dénes és Baróti Szabolcs írták a sorozatot.

Dramaturg
- Major Anna

Rendezők
- 1959-től 1987-ig: László Endre
- később: Bozó László, Turián György, Vadász Gyula, Petrik József, Avanesian Alex, Lehoczky Orsolya és Varsányi Anikó.

A műsor szereposztását rendszeresen Hajnóczy Lívia ismertette a hallgatókkal.

## Szereplők
- Szabó bácsi – Szabó Ernő, majd elhunyta (1966) után Rajz János (1981-ig)
- Szabó néni – Gobbi Hilda (1988-ig)

Gyermekeik
- Bandi – kezdetben Gálcsiki János, majd Benkő Gyula, majd halála után Bánffy György
- Icu – Vörösmarty Lili, majd halálát követően kb. egy évig Németh Margit, végül Mednyánszky Ági
- Laci – Garics János, majd halála (1984) után Csurka László

Bandi családja és rokonsága
- Irén, Bandi felesége – Balogh Erzsi, Békés Rita (rövid ideig), Madaras Vilma (rövid ideig)
- Péter, Bandi fia (gyermekként) – Havas Gertrúd majd Békés Itala, (felnőttként) – Benkő Péter
- Csilla, Péter felesége – Szerencsi Éva
- Marci, Bandi kisebbik fia – Láng Balázs, Kardos Zoltán, Schramek Géza
- Szilvia, Marci felesége – Majsai-Nyilas Tünde[1]
- Matild, Irén anyja – Rosti Magda
- Máté József, Irén mostohaapja – Bilicsi Tivadar

Icu családja és rokonsága
- Halász Feri, Icu 1. férje – Lőte Attila
- Kárpáthy Zoltán, Icu 2. férje – Zenthe Ferenc
- Ancsa – Detre Annamária
- Zoli (gyermekként) – Havas Gertrúd, (felnőttként) – Tahi József
- Tücsök – Meixler Ildikó
- Hédi, Zoli felesége – Csongrádi Kata
- Zozó, Zoli és Hédi fia – Vezse István Viktor

Laci családja és rokonsága
- Angéla, Laci 1. felesége – Sütő Irén, Máthé Erzsi (rövid ideig)
- Manci, Laci 2. felesége – Moór Marianna
- Ferkó, Laci neveltfia (gyermekként) – Békés Itala, (felnőttként) – Petrik József, akinek halála után Szombathy Gyula és több más színész, majd Vida Péter
- Évi, Laci lánya az 1. házasságából – Örkényi Éva, Tóth Éva
- Jani, Laci és Manci fia – Kisfalusi Lehel
- Korpás Jenő, Évi férje – Körmendi János (2. szerepe), Bács Ferenc, Szuhay Balázs
- Jencike, Évi és Korpás fia – Radics Gergely
- Wágner Zsiga, Angéla előző férje, Ferkó apja – Keleti László, Csákányi László (4. szerepe), Huszár László
- Póla, Angéla nővére; évekkel később Klári, Angéla húga - Apor Noémi

### További szereplők
- Kanczler Franci, Kincses apja – Gózon Gyula
- Csikos Gizike – Kiss Manyi
- Rózácska – Fónay Márta
- Kincses Sándor igazgató – Ujlaky László
- Berta – Ascher Oszkár (1. szerepe)
- Péteri Béla, a szomszéd – Horváth Tivadar
- Péteri úr fia – Harkányi Endre
- Ferkó főnöke – Inke László
- Kóbor igazgató – Győrffy György (1. szerepe)
- Grácia, Károly menyasszonya – Ronyecz Mária
- Balla Tibor – Zenthe Ferenc (1. szerepe)
- Anti, Szabóék vidéki rokona – Szirtes Ádám
- Eta – Szemes Mari (1. szerepe)
- Szász alhadnagy – Pándy Lajos (1. szerepe)
- Molnár főhadnagy – Hindi Sándor (1. szerepe)
- Jutka – Gyurkovics Zsuzsa (1. szerepe)
- Simonyi úr – Ungváry László
- Jumbo – Agárdy Gábor (1. szerepe)
- Karikás – Besztercei Pál
- Karikásné – Máthé Erzsi
- Főorvos – Balázs Samu (1. szerepe)
- Borbereky professzor – Zách János (1. szerepe)
- Viktor - Lukács Sándor, Balázsi Gyula
- Jáger tanár úr - Sinkovits Imre
- Pintér tanár úr - Győző László
- Padisák Laci - Soós Lajos (1. szerepe)
- Beke Jolán - Mednyánszky Ági (1. szerepe)
- Rafael - Kibédi Ervin
- Minisztériumi titkár - Rozsos István (1. szerepe)
- Kátai - Gábor Miklós
- Igazgató - Mányai Lajos (1. szerepe)
- Fodor úr - Pethes Sándor (1. szerepe)
- Sereginé -Fejes Teri
- Szobatárs - Benedek Tibor (1.  szerepe)
- Benyák - Bilicsi Tivadar (1. szerepe)
- Csöves - Csákányi László (1. szerepe)
- Lefety - Kautzky József (1. szerep)
- Jocó - Petrik József (1. szerepe)
- Zsiga munkatársa - Nagy István (1. szerepe)
- Nagyságos asszony - Mezey Mária
- Az író - Inke László (1. szerepe)
- Bartos Jutka - Temessy Hédi
- Keserű, boltossegéd - Pethes Ferenc (1. szerepe)
- Tibor, Péteri unokaöccse - Őze Lajos (1. szerepe)
- Rita, Halász Feri barátnője - Gombos Katalin (1. szerepe)
- Klári néni - Ladomerszky Margit (1. szerepe)
- Elza, tanárnő - Pártos Erzsi (1. szerepe)
- Éva, osztálytárs - Mednyánszky Ági (2. szerepe)
- Zsótér Annus, osztálytárs - Berek Kati
- Ágnes - Horváth Teri (1. szerepe)
- Szőkéné, Olgi néni - Tőkés Anna
- Hollán Kati - Bánki Zsuzsa
- Igazgató főorvos - Pálos György
- Bertók, szomszéd - Egri István (1. szerepe)
- Búzáné - Bulla Elma (1. szerepe)
- Bírónő - Sennyei Vera
- Kartársnő - Tábori Nóra
- Képügynök - Bellák Miklós
- Lakásüzér - Benedek Tibor (2. szerepe)
- Jutka anyja - Náray Teri
- Jutka apja - Kovács Károly
- Hollán Kati férje - Láng József (1. szerepe)
- Imrus, Klári néni fia - Horkai János (1. szerepe)
- Huligán - Raksányi Gellért (1. szerepe)
- Bodó, művezető - Soós Lajos (2. szerepe)
- Sámson, szomszéd - Deák Sándor (1. szerepe)
- anyakönyvvezető - Békés Rita
- Teri, miskolci kislány - Lengyel Erzsi (1. szerepe)
- Kovácsné, Ili - Kohut Magda
- Tóth - Kamarás Gyula (1. szerepe)
- Bálint - Gáti Pál
- Hosszú Endre - Keres Emil
- Nagy Pista, volt labdarúgó - Nagy István (2. szerepe)
- Terjék - Rozsos István (2. szerepe)
- Frici néni - Pártos Erzsi (2. szerepe)
- Finta - Bánhidi László (1. szerepe)
- Főmérnök – Horváth Gyula (1. szerepe)
- Marcsu - Szemes Mari (2. szerepe), Béres Ilona, Lóránd Hanna (2. szerepe)
- Éva, Icu évfolyamtársa - Csala Zsuzsa
- Petike tanítónője - Korompai Vali
- Koltai - Kemény László (1. szerepe)
- Koltainé - Madaras Vilma (1. szerepe)
- Karikás - Gera Zoltán (1. szerepe)
- Piri - Horváth Teri (2. szerepe)
- Koloszár - Rajz János (1. szerepe)
- Bene - Garas Dezső
- Hunya - Szatmári István (1. szerepe)
- Patkó - Erdődy Kálmán (1. szerepe)
- Károly, TSZ-elnök - Márkus Ferenc
- Rendőr - Farkas Antal (1. szerepe)
- Budai - Szabó Ottó (1. szerepe)
- Kozákné - Kelemen Éva
- Vezér úr – Benedek Tibor (3. szerepe)
- Vezérné - Makay Margit
- Özvegy - Szemere Vera
- Botkói - Mányai Lajos (2. szerepe)
- Botkóiné - Simor Erzsi (1. szerepe)
- Könyvelő - Suka Sándor (1. szerepe)
- Faragó, főmérnök – Várkonyi Zoltán
- Faragóné, Lenke – Bulla Elma (2. szerepe)
- Stolczay Egon – Inke László (2. szerepe)
- Radnai – Ungváry László
- Jucika, titkárnő -Kállay Ilona (1. szerepe)
- Kocsis, művezető - Molnár Tibor
- ifj. Brazovics - Raksányi Gellért (2. szerepe)
- Dóra, Tomi felesége – Csűrös Karola, Vass Éva (rövid ideig)
- Gálos, közértes - Miklósy György (1. szerepe)
- Károly, festőművész – Kálmán György
- Mókuska - Mészöly Júlia (1. szerepe), majd Sólyom Ildikó
- Stoppos Rozi - Soós Edit
- Takács alhadnagy - Hofi Géza
- Blazsek - Velenczey István (1. szerepe)
- Blazsekné - Pápai Erzsi
- Solti miniszterhelyettes - Gál Sándor, Szabó Ottó (2. szerepe)
- Zsóka, Icu barátnője - Hacser Józsa (1. szerepe)
- Száváné, Mókuska anyja - Soltész Anni (1. szerepe)
- Gyuri - Horkai János (2. szerepe)
- Éles szomszéd - Tompa Sándor
- Sete Jani, autószerelő, Ferkó munkatársa – Sztankay István
- Tomi, Károly művész barátja – Kállai Ferenc
- Dr Antalóczy Imre - Budai István
- Órás - Rajz János (2. szerepe)
- Galambos Elemér – Márkus László
- Zoli, egyetemista - Versényi László (1. szerepe)
- Szilveszter – Ascher Oszkár (2. szerepe), Kemény László (2 szerepe), Erdődy Kálmán (2. szerepe)
- Piri, egyetemista - Kállay Ilona (2. szerepe)
- Vass százados - Kamarás Gyula (2. szerepe)
- Pincér - Szatmári István (2. szerepe)
- Portás - Kéry Gyula (1. szerepe)
- Bagócs, erdész - Barsy Béla
- Nyomozó - Avar István (1. szerepe)
- Veronika – Kállay Ilona (3. szerepe)
- Bözsi – Gyurkovics Zsuzsa (2. szerepe)
- Bárány - Soós Lajos (3. szerepe)
- Lányi - Endrődi Kálmán
- Lányiné - Sitkey Irén (1. szerep)
- Gyuri - Bay Gyula
- Pénztáros - Makláry János (1. szerepe)
- Kocsisné - Ladomerszky Margit (2. szerepe)
- Kocsis - Balázs János
- Törökné - Rákosi Mária
- Török - Görbe János
- Vera - Földi Teri (1. szerepe)
- Piri - Mikes Lilla
- Pappné, brigádvezető - Pogány Margit (1. szerepe)
- Kárpáthy sógornője - Madaras Vilma (2. szerepe)
- Petőné, Ibike - Kiss Ilona
- Szőke, mérnök - Avar István (2. szerepe)
- Aurél Stipek – Horváth Gyula (2. szerepe)
- Ilonka - Lengyel Erzsi (2. szerepe)
- Tándori, mérnök - Szakács Miklós
- Vilma - Géczy Dorottya (1. szerepe)
- Kati néni, Anti nagyanyja - Vass Irma
- Hamada, főportás - Szendrő József
- Ernő, alkalmazott, Péteri boltjában – Őze Lajos (2. szerepe)
- Kincsesné, Eta - Földi Teri (2. szerepe), Komlós Juci (1. szerepe)
- Ezredes – Balázs Samu (2. szerepe)
- Bencze, osztályvezető - Tyll Attila (1. szerep)
- Schiller, sofőr - Pásztor János
- Sipos, kocsimosó - Bánhidi László (2. szerepe)
- Jósnő - Sándor Iza
- Rácz szaktárs - Agárdy Gábor (2. szerepe)
- Vígh nyomozó - Kamarás Gyula (3. szerepe)
- Sárika, Ria - Margitai Ági (1. szerepe)
- Szujó Frici - Hacser Józsa (2. szerepe)
- Mimi, gépírónő - Feleki Sári
- Bakó, külkeres - Kaló Flórián (1. szerepe)
- Zátonyné - Sitkey Irén (2. szerep)
- Vevő, professzor úr - Tyll Attila (2. szerep)
- ? - Koncz Gábor
- Bemondó - Dékány Kálmán
- Ügyelő - Lendvayné, Tinike
- Bognár - Kautzky József (2. szerep)
- Ági - Hacser Józsa (3. szerepe)
- Matild - Soltész Anni (2. szerepe)
- Polgár dr. – Pándy Lajos (2. szerepe)
- Mester Ede - Ruttkai Ottó
- Szállné - Kovács Mária (1. szerepe)
- ifj. Bónis - Bodrogi Gyula
- Bónisné - Somogyi Erzsi (1. szerepe)
- Kun főhadnagy - Somogyvári Rudolf (1. szerepe)
- Eszti, Hajagosné - Lóránd Hanna (1. szerepe)
- Hajósné - Olthy Magda
- Kerekes Béla - Fülöp Zsigmond
- Evelin - Bornemissza Éva
- Csányi - Árva János (1. szerepe)
- Miklós, szobrász - Versényi László (2. szerepe)
- Abai, tanácsi tisztviselő - Sinkó László (1. szerepe)
- Bányai Gyula, osztályvezető - Miklósy György (2. szerepe)
- Bemondó - Hajnóczy Lívia
- Bokor párttitkár - Láng József (2. szerepe)
- Tara, főmérnök - Suka Sándor (2. szerepe)
- Bogdán professzor - Pethes Sándor (1. szerepe)
- Freddy bácsi, Ernő amerikai nagybátyja – Ráday Imre
- Faragó – Pándy Lajos (3. szerepe)
- Rendőr - Szatmári István (3. szerepe)
- Nyomozó - Láng József (3. szerepe)
- Szerelő - Versényi László (3. szerepe)
- dr. Zágyon - Mensáros László
- Mőrike - Buss Gyula (1. szerepe)
- Juci - Szilvássy Annamária
- Kati - Géczy Dorottya (2. szerepe)
- Virágárus - Pethes Ferenc (2. szerepe)
- Petrol - Szénási Ernő
- Kósáné - Pádua Ildikó
- Taráné, Vera - Kovács Mária (2. szerepe)
- Sofőr - Huszti Péter
- Hajós - Márky Géza
- Loli, titkárnő - Simor Erzsi (2. szerepe)
- Ambrus - Tomanek Nándor
- Bodó Valér - Kamarás Gyula (4. szerepe)
- Gitta - Gombos Katalin (2. szerepe)
- Gyula bácsi, főszerkesztő - Ajtay Andor
- Buga bácsi - Misoga László
- Kuti éjjeliőr – Zách János (2. szerepe)
- Gubik Levente – Hindi Sándor (2. szerepe)
- Tóth János, főmérnök - Gelley Kornél
- 'Satöbbi' Sanyi – Horkai János (3. szerepe)
- Nudli - Kovács István
- Bognárné, Tünde anyja - Majláth Mária (1. szerepe)
- Rakonczai dr - Sinkó László (2. szerepe)
- Micike, eladó – Gyurkovics Zsuzsa (3. szerepe)
- Igazgató - Kéry Gyula (2. szerepe)
- Alt Ádámné - Pogány Margit (2. szerepe)
- Alt Ádám - Nagy István (3. szerepe)
- Bognár Tünde - Magda Gabi
- Utókezelő portás - Váradi Balogh László
- Mária nővér - Balogh Emese
- Szőcs bácsi - Csákányi László (2. szerepe)
- Ábris - Cs. Németh Lajos (1. szerepe)
- Rendőr - Mécs Károly (1. szerepe)
- Jákyné - Keresztessy Mária
- Csányi - Egri István (2. szerepe)
- Főmérnök - Harsányi Gábor
- Osztályvezető - Hlatky László
- Zita - Voith Ági
- Főorvos - Láng József (4. szerepe)
- Kamilla - Simor Erzsi (3. szerepe)
- Edit - Földi Teri (3. szerepe)
- Friss Róbert - Gálcsiki János (2. szerepe)
- Rendőr hadnagy - Koltai János
- Szilágyi doktor - Dégi István (1. szerepe)
- Konrád - Uri István
- Török Iván, filmrendező - Velenczey István (1. szerepe)
- Fészek Flórián - Kaló Flórián (2. szerepe)
- Magdáné - Szekeres Ilona
- Dőry, művezető – Győrffy György (2. szerepe)
- Nemes Jóska - Dégi István (2. szerepe)
- Molnárné - Győri Ilona
- Márai doktor - Körmendi János (1. szerepe)
- Albert, csapos - Raksányi Gellért (3. szerepe)
- Lajos bácsi - Árva János (2. szerepe)
- Erdős dr. - Mécs Károly (2. szerepe)
- Bírónő - Kovács Mária (3. szerepe)
- Tihamér - Buss Gyula (2. szerepe)
- Jojó, pincérnő - Géczy Dorottya (3. szerepe)
- Patak Károly, edző - Verebes Károly
- Vermes – Inke László (3. szerepe)
- Jenci – Harkányi Endre
- Jámbor Pali - Makláry János (2. szerepe)
- Vilma nővér - Soltész Anni (3. szerepe)
- Bertókné - Kovács Mária (4. szerepe)
- Pincér - Benedek Miklós (1. szerepe)
- Andrew Nagy - Gera Zoltán (2. szerepe)
- Petákné - Pogány Margit (3. szerepe)
- Irma - Margitai Ági (1. szerepe)
- Pátki - Bánhidi László (3. szerepe)
- Julika, Eta főnöke - Zolnay Zsuzsa (1. szerepe)
- Kertainé - Demeter Hedvig
- Nándi - Szilágyi Tibor
- Mentőorvos - Cs. Németh Lajos (2. szerepe)
- Dugó, Novák Pisti - Fodor Tamás
- Lakosné - Horváth Teri (3. szerepe)
- Sugár -Basilides Zoltán
- Rigó Lajos - Tarsoly Elemér
- Virág, vezérigazgató - Simon György
- Völgyi doktor - Somogyvári Rudolf (2. szerepe)
- Kozák Tibor, mérnök - Cs. Németh Lajos (3. szerepe)
- Ildi apja - Egri István (3. szerepe)
- Judy anyja - Majláth Mária (2. szerepe)
- Mókus Botond - Pethes Ferenc (3. szerepe)
- Pisti - Márton András
- Dani - Botár Endre
- Szerdáné - Kádár Flóra
- Kálmán Ferenc - Bitskey Tibor
- Kitty, Kálmánné - Zolnay Zsuzsa (2. szerepe)
- Sulyok, grafikus - Benedek Miklós (2. szerepe)
- Judy - Mészöly Júlia (2. szerepe)
- Pátki Piroska - Almási Éva
- Árva úr - Suka Sándor (3. szerepe)
- Vágó lakótárs - Kéry Gyula (3. szerepe)
- Halmosi - Agárdy Gábor (3. szerepe)
- Fontos úr - Csákányi László (3. szerepe)
- Tóth, tetőfedő - Egri István (4. szerepe)
- Ibrik Stefánia - Komlós Juci (2. szerepe)
- Szikoráné - Pártos Erzsi (3. szerepe)
- Vogel - Kaló Flórián (3. szerepe)
- Alberto Geck – Balázs Samu (3. szerepe)
- Geckné, elli - Somogyi Erzsi (2. szerepe)
- Gondnok - Farkas Antal (2. szerepe)
- Simon Árpád - Deák Sándor (2. szerepe)